# Eucharis bonplandii
Eucharis bonplandii är en amaryllisväxtart som först beskrevs av Carl Sigismund Kunth, och fick sitt nu gällande namn av Hamilton Paul Traub. Eucharis bonplandii ingår i släktet Eucharis och familjen amaryllisväxter. Inga underarter finns listade i Catalogue of Life.